# Левая Хапица
Левая Хапица — река на полуострове Камчатка в Усть-Камчатском районе Камчатского края России. Длина реки — около 31 км.
Начинается на северо-западном склоне горы Верхняя Андриановка. Течёт вдоль Восточного хребта в общем северо-восточном направлении. Впадает в реку Большая Хапица слева на расстоянии 94 км от её устья на высоте 406,4 метра над уровнем моря.
Основные притоки — ручьи Успенский (правый) и Левый Катлыч (левый). В низовьях по левому берегу расположены озёра Медвежье и Уличина. Ширина реки ниже места впадения ручья из Медвежьего — 10 метров, глубина — 0,9 метра, дно твёрдое.
По данным государственного водного реестра России относится к Анадыро-Колымскому бассейновому округу. Код водного объекта — 19070000112120000017510.

## Биология
Малая Хапица является местом нереста лососевых рыб.